# Cody Wilson

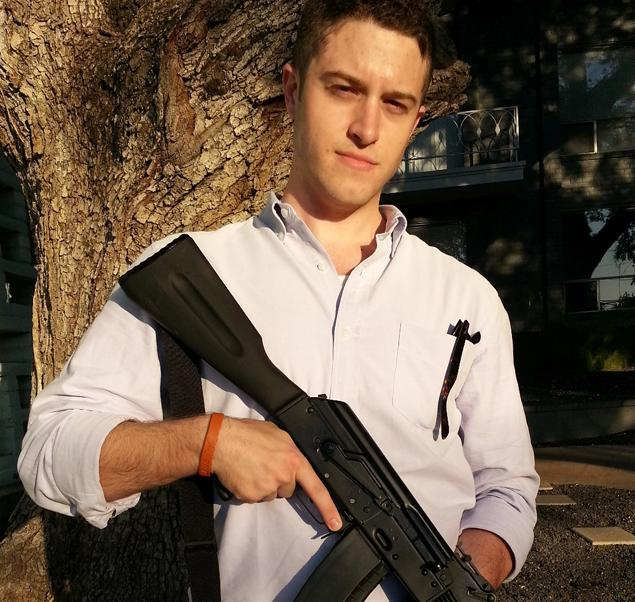
Cody Wilson

Cody Wilson (31 januari 1988) is een crypto-anarchist en wapenactivist, die het voortouw neemt in het verspreiden van vuurwapens via 3D-printen. Hiervoor werd hij door het magazine Wired als een van de gevaarlijkste personen ter wereld beschouwd. 

## Biografie
Cody Wilson werd geboren in 1988 en is afkomstig uit Little Rock in de staat Arkansas. Daar volgde hij ook zijn hoger onderwijs rechten en Engels.

## Defense Distributed
Cody Wilson is de oprichter van Defense Distributed, een non-profitorganisatie, die iedereen de toegang wil geven tot een vuurwapen dat ieder kan maken met een 3D-printer. De idee bestaat uit het recht dat iedereen heeft om zichzelf te bevrijden. In 2012 brachten ze een ontwerp uit voor een vuurwapen dat met een 3D-printer kon gemaakt worden: de Liberator. Er bestond heel veel kritiek hierop omdat dergelijke wapens, omdat ze zo makkelijk door de metaaldetector konden komen. Wilson ging zelfs nog verder en maakte de blauwdrukken voor de wapens voor iedereen beschikbaar. Twee dagen later werd dit door de Amerikaanse regering weer offline gehaald, maar er waren reeds 100.000 downloads gebeurd. In 2014 bracht de organisatie ook de 'ghost-gunner', een AR 15's uit die opnieuw kon worden afgedrukt. Wilson heeft hiervoor al veel bedreigingen gekregen, maar wil geen toegevingen doen. 

## Bitcoin
Hij was ook medeoprichter van DarkWallet, een organisatie die ervoor ijvert dat het makkelijker wordt om anoniem aan bitcoin-handel te doen. In november 2014 wou hij lid worden vanuit de Bitcoin Foundation en wou ze ontmantelen omdat hij de filosofie erachter volledig verkeerd vindt. 
- Bibsys: 1512647520300
- Library of Congress Control Number: n2016000988
- Virtual International Authority File: 66145541805096600458
- WorldCat: E39PBJfCpJGJXMk8CGrCj4XyBP